# Kościół św. Kazimierza w Wilnie
Kościół św. Kazimierza w Wilnie (kościół Jezuitów) – pierwsza barokowa świątynia katolicka na Starym Mieście w Wilnie (ul. Didžioji 34) wzniesiona ku czci św. Kazimierza Królewicza.

## Historia
Kościół został wzniesiony w latach 1604–1618 jako dar wotywny po kanonizacji Kazimierza Jagiellończyka (1602). Inicjatorami budowy był jego krewny król Zygmunt III Waza oraz Lew Sapieha. Przy kościele rezydowali jezuici. Między innymi, w latach 1624–1630 kaznodzieją i spowiednikiem był tutaj św. Andrzej Bobola.
Projekt architektoniczny sporządzili Giovanni Maria Bernardoni i Jan Frankiewicz. Budowla wzorowana jest na rzymskim kościele Il Gesù, była to jednak twórcza adaptacja, a nie mechaniczne skopiowanie wzorca. Jest to budowla na planie krzyża łacińskiego, trójnawowa z transeptem. Na przecięciu nawy głównej i transeptu umieszczono kopułę z latarnią. Świątynia pierwotnie posiadała dwuwieżową fasadę. Charakterystycznym elementem widocznym z zewnątrz jest mitra wielkoksiążęca wieńcząca latarnię – nawiązanie do urzędu piastowanego przez patrona kościoła. Do planu architektonicznego tej świątyni będzie później nawiązywać wiele barokowych kościołów Wilna i z terenu Wielkiego Księstwa.
Po zniszczeniach dokonanych w 1655 przez wojska moskiewskie, które zdewastowały i częściowo spaliły kościół oraz po pożarze 1706 kościół został odnowiony przez Jana Krzysztofa Glaubitza, najsłynniejszego architekta tzw. baroku wileńskiego. Jezuita Tomasz Żebrowski w 1749 wieku wzniósł monumentalną kopułę z wysoką latarnią, zwieńczoną mitrą wielkoksiążęcą. Wnętrze otrzymało wówczas wystrój rokokowy, dodano dziesięć ołtarzy, a ściany ozdobiono freskami przedstawiającymi sceny z życia św. Kazimierza.
Po kasacie zakonu jezuitów w 1773 świątynia została przejęta przez augustianów. W 1812 armia francuska zniszczyła wnętrze i zamieniła kościół na magazyn zboża, a następnie na więzienie dla jeńców rosyjskich, co przyczyniło się do jeszcze większej dewastacji wnętrza. W ramach represji carskich po powstaniu listopadowym kościół został skonfiskowany katolikom, a po powstaniu styczniowym z rozkazu generał-gubernatora Michaiła Murawiowa, architekt rosyjski Mikołaj Czagin przebudował go na cerkiew św. Mikołaja, znacznie zniekształcając jego architekturę m.in. obniżając wieże, zastępując znajdującą się na kopule mitrę wielkoksiążęcą prawosławną kopułką oraz skuwając rokokowe ozdoby. Dobudowano wówczas przedsionek, a we wnętrzu rozbito część barokowych nagrobków, zamalowano freski oraz rozebrano organy i ambonę. Podczas okupacji niemieckiej świątynię użytkowano jako protestancki kościół garnizonowy. W 1917 świątynia powróciła do katolików, w 1925 podczas remontu prowadzonego według projektu Jana Borowskiego usunięto znaczną część zniszczeń. 26 marca 1942 aresztowano wszystkich jezuitów i osadzono ich w więzieniu na Łukiszkach. W tym samym roku Jonas Mulokas doprowadził do zamiany hełmów na stylizowane korony Jagiellonów. W 1944 podczas walk o Wilno świątynia doznała rozległych zniszczeń, uszkodzono wieże i główną fasadę.
Po II wojnie światowej do 1949 należał do jezuitów, a następnie został ponownie skonfiskowany, tym razem przez władze radzieckie. Prace zabezpieczające i pierwsze restauracyjne przeprowadzono w 1955-1957 pod kierunkiem Sigitasa Benjaminasa Lasavickasa. Kolejny remont obiektu miał miejsce w 1966, według projektu Aldony Švabauskienės który zakładał przebudowę wnętrz, celem utworzenie muzeum. W czasie adaptacji budynku na potrzeby Muzeum Ateizmu, doprowadzono do zatarcia śladów polskości (np. poprzez skuwanie inskrypcji), a w miejscu głównego ołtarza umieszczono posąg  Włodzimierza Lenina. W październiku 1988 kościół został zwrócony katolikom, w 1990 przejęli go jezuici przywracając go w 1991 do użytku sakralnego. Z dawnego wystroju przetrwały malowidła na kopule, późnobarokowe ołtarze: główny i dwa boczne zamykające transepty, które są najcenniejszymi zabytkami zachowanymi we wnętrzu świątyni, zostały wykonane w latach 1749–1755 przez Tomasza Żebrowskiego.
Przy kościele znajduje się klasztor jezuitów wzniesiony w latach 1604-1615, mieszczący dawniej kolegium jezuickie, bibliotekę oraz szpital.

## Galeria

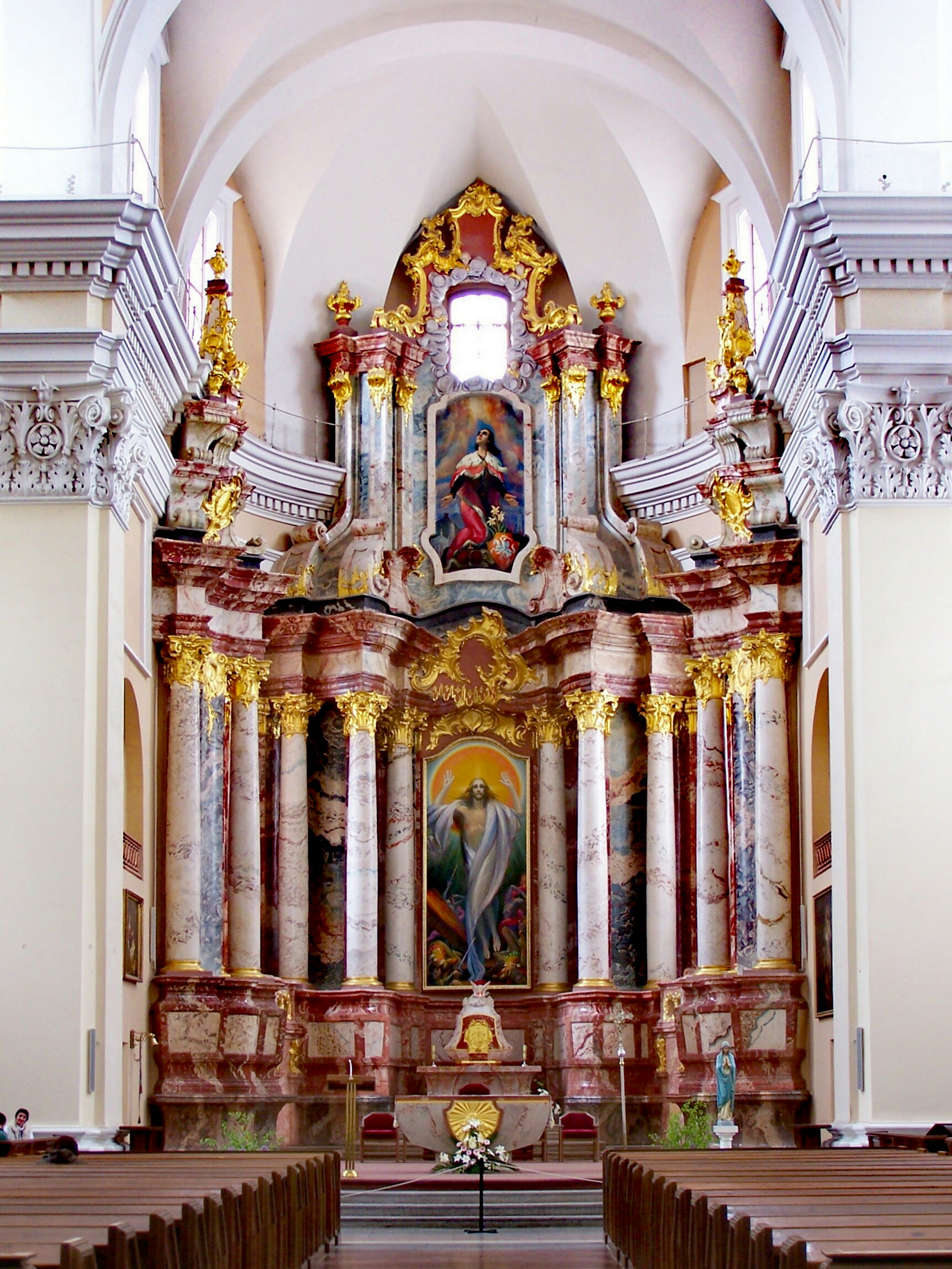
Ołtarz główny w kościele św. Kazimierza w Wilnie
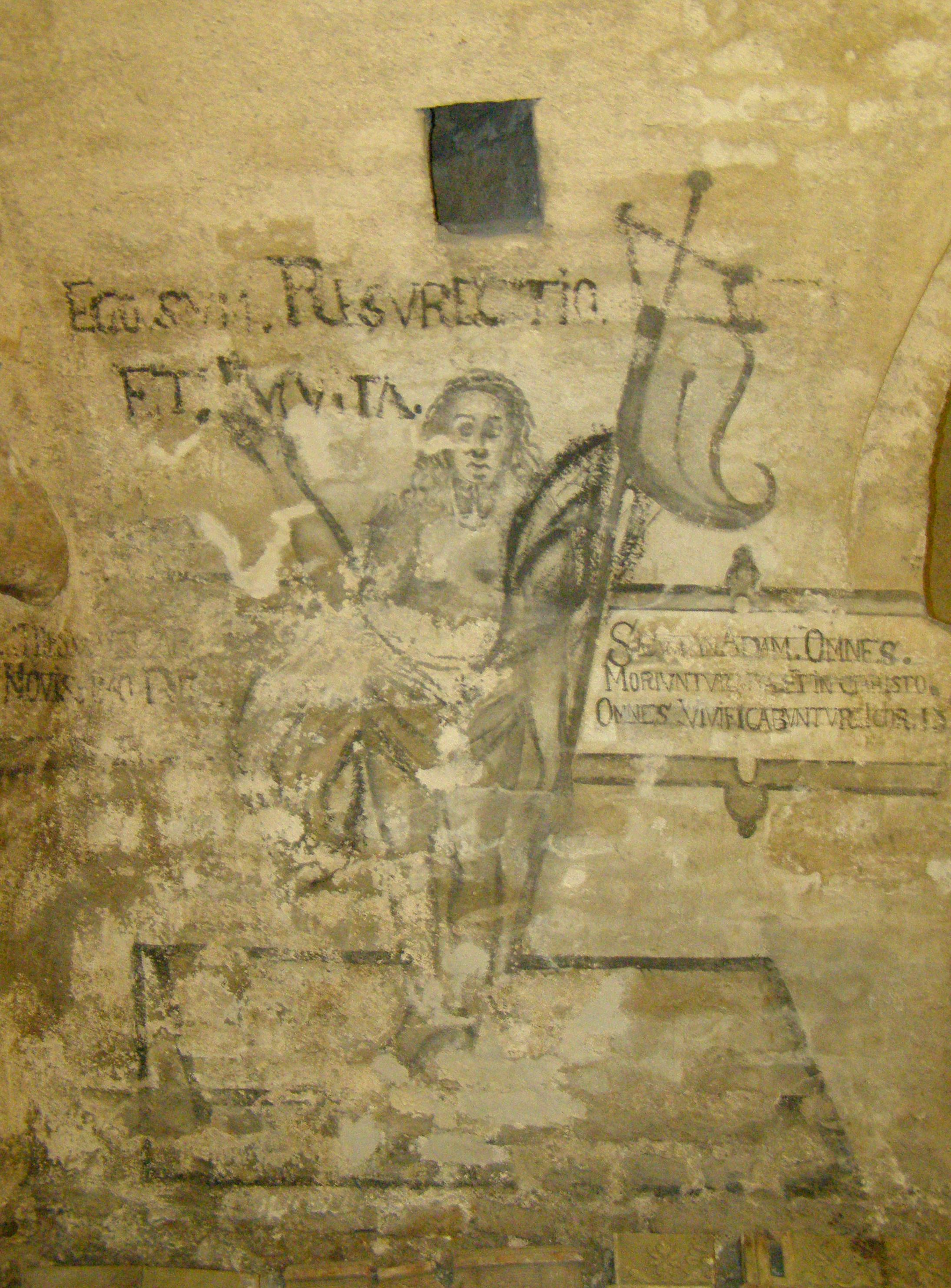
Freski w krypcie kościoła
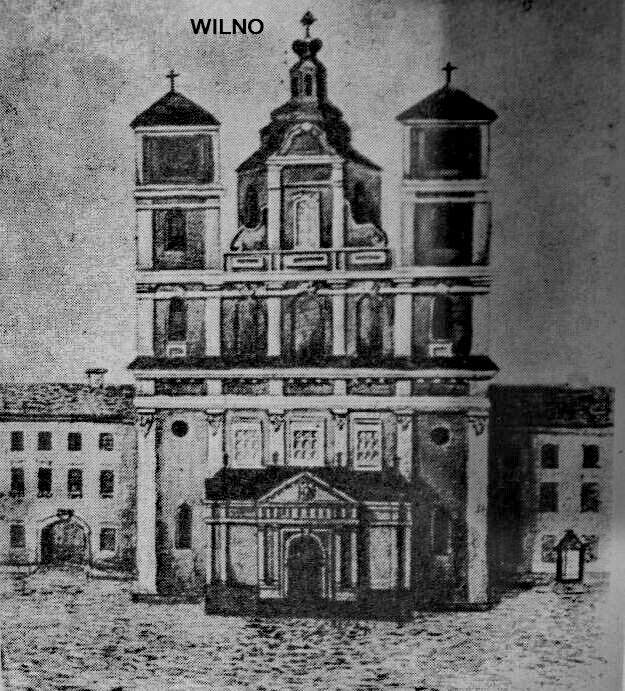
Fasada kościoła św. Kazimierza w Wilnie przed rosyjską przebudową
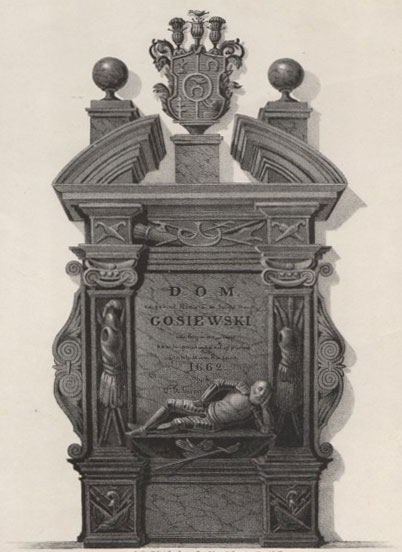
Nagrobek hetmana Aleksandra Korwina Gosiewskiego w kościele św. Kazimierza (rys. z XIX w.)
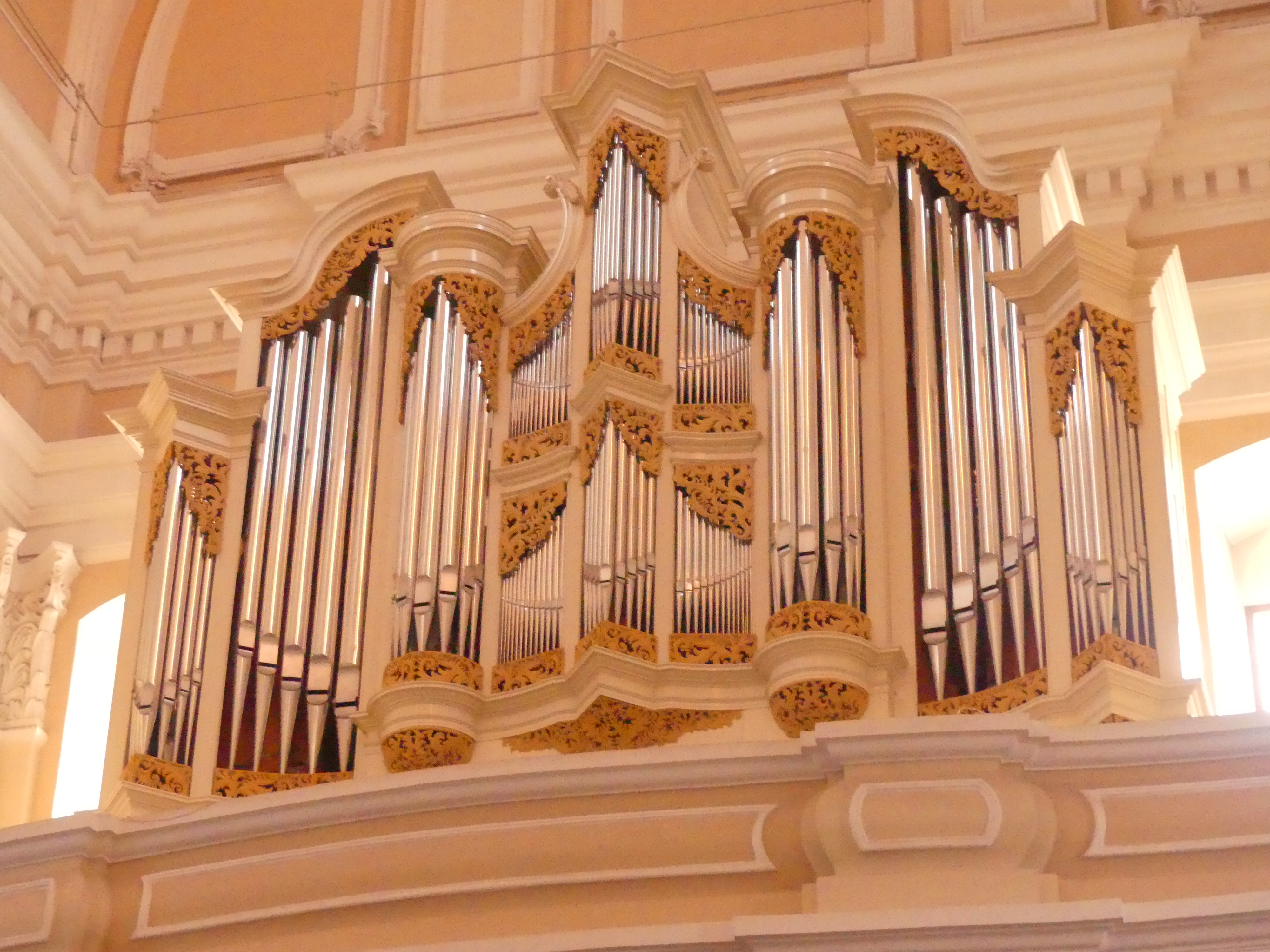
Organy kościoła